# 馬克斯韋爾灣
62°15′S 58°51′W / 62.250°S 58.850°W
馬克斯韋爾灣（英語：Maxwell Bay）是南極洲的海灣，位於南設得蘭群島，處於喬治王島和納爾遜島之間，長19公里，西北面是菲爾德斯海峽，以英國捕海豹船長命名。